# Johannes Ruremundus von Steinburg
Johannes Ruremundus von Steinburg ist der pseudonyme Autor des Werkes Mammona oder Schlüssel deß Reichthumbs, Welcher eröffnet die rechtmessige und würckliche Mittel, dardurch eines jeden Stands Geföll und Einkunfften vermehret, auch bestendig erhalten werden mögen, erschienen in Straßburg 1623.